# Tadeusz Jackowski (prawnik)
Tadeusz Jackowski (ur. 14 stycznia 1904 w Warszawie, zm. 1970) – polski polityk i prawnik, w 1945 przewodniczący Wojewódzkiej Rady Narodowej w Białymstoku i poseł do Krajowej Rady Narodowej.

## Życiorys
Absolwent Wydziału Prawa i Administracji Uniwersytetu Warszawskiego, podczas studiów pracował jako nauczyciel prywatnych szkół średnich, udzielał się w Kole Prawników Studentów UW oraz w Bratniej Pomocy. Odbył aplikację sądową w okręgu Sądu Okręgowego w Grodnie, po zdaniu egzaminu sędziowskiego podjął się wykonywania zawodu adwokata. Działał społecznie w patronatach więziennych i poradniach prawnych dla ludności wiejskiej. Podczas II wojny światowej nauczyciel w szkole średniej w Wołkowysku, później adwokat w Grodnie i pracownik biurowy prywatnych niemieckich przedsiębiorstw buchalteryjnych.
Po zakończeniu wojny jako bezpartyjny został kierownikiem Urzędu Mieszkaniowego w Białymstoku i radcą prawnym tamtejszego Urzędu Wojewódzkiego. Zajmował stanowisko sekretarza Wojewódzkiej Rady Narodowej w Białymstoku, a od 18 stycznia do 20 maja 1945 jej przewodniczącego. 3 maja 1945 zgłoszony do Krajowej Rady Narodowej przez białostocką WRN, na jej wniosek odwołano go ze składu parlamentu 29 grudnia tegoż roku (wskutek złożenia rezygnacji w maju 1945).